# Kita Iwo Jima
Kita Iwo Jima (in lingua giapponese: 北硫黄島, traslitterata come Kita-iōtō, conosciuta anche come Kita-iōjima, traducibile come isola settentrionale dello zolfo) è un'isola appartenente al Giappone, facente parte del gruppo delle Isole Vulcano. È situata ad 80 km a nord di Iwo Jima e 1170 km a sud di Tokyo.

## Geografia
L'isola è costituita dalla vetta erosa di uno stratovulcano, che si alza fino a 792 m s.l.m. (804 secondo altre fonti) chiamata Sakagi-ga-mine (in giapponese 榊ヶ峰). Un'altra cima è Shimizu-ga-mine (in giapponese 清水峰), che raggiunge i 665 m. L'area dell'isola è di 5,57 km², con uno sviluppo costiero di 8,0 km. Fa parte del comune di Ogasawara, ed è disabitata. Il suo nome giapponese è stato cambiato in Kita-Iōtō il 18 giugno 2007.

## Storia
Il primo europeo ad avvistare l'isola fu il navigatore spagnolo Bernardo de la Torre nell'ottobre 1543 a bordo della caracca San Juan de Letrán, durante il suo viaggio da Sarangani alla Nuova Spagna.
L'isola venne abitata a partire dal 1889 da coloni provenienti dalle Isole Izu che vissero in due città: Ishinomura (a est) e Nishimura (a ovest). Allo scoppio della prima guerra mondiale la popolazione ammontava a 103 abitanti, che vennero evacuati durante il conflitto.
Fu un'area non incorporata fino al 1940, quando venne annessa al neo-comune di Iōtō. Venne inclusa nel comune di Ogasawara solo nel 1968 a seguito della restituzione dell'isola al Giappone da parte degli Stati Uniti.

## Eclissi solare del 2009
Nel corso dell'eclisse solare del 22 luglio 2009   la luna ha oscurato il sole per sei minuti e mezzo, più di qualsiasi altra terra emersa.